# Copacabana (escola de samba)
S.B.C.R. Associação Comunitária Copacabana é uma escola de samba de Porto Alegre.

## História
A Copacabana foi fundada em 2 de fevereiro de 1962, por ex-integrantes da Estácio de Sá da Vila Jardim. Sua sede localiza-se no Bairro Bom Jesus. No ano de 2007, a escola fez um protesto contra a falta de recursos financeiros e desfilou sem fantasias e alegorias; a entidade foi desclassificada e a partir de 2008 não participou dos desfiles em Porto Alegre. Em 2011, após três anos afastada, a escola retornou aos desfiles no Grupo de Acesso.

## Segmentos

### Presidentes
| Nome                       | Mandato         | Ref.   |
| -------------------------- | --------------- | ------ |
| Chiquinho do Pandeiro      | 1990-1995       | [ 5 ]  |
| Dalvanice Barbosa          | 1996-1997       | [ 5 ]  |
| Chiquinho do Pandeiro      | 1998-2000       | [ 5 ]  |
| José Valdeci "Birú"        | 2012            | [ 8 ]  |
| Ziláh Barbosa (D. Ziláh)   | 2014            |        |
| Dalvanice Barbosa          | 2015-2016       | [ 9 ]  |
| Vanderlei Barbosa (Careca) | 2017-2022       | [ 4 ]  |
| Ricardo Silveira (Chula)   | 2023-atualidade | [ 10 ] |

### Diretores
| Ano  | Diretor de Carnaval      | Diretor de harmonia       | Ref.   |
| ---- | ------------------------ | ------------------------- | ------ |
| 2014 | Hélio Garcia             |                           | [ 11 ] |
| 2015 | Hélio Garcia             |                           | [ 9 ]  |
| 2020 | Antonio Silveira (Chula) | Carlos Roberto Nascimento |        |
| 2022 | Antonio Silveira (Chula) | Carlos Roberto Nascimento | [ 4 ]  |
| 2023 | Alexandre Pereira        |                           | [ 10 ] |
| 2024 | Alexandre Pereira        |                           | [ 12 ] |

| Ano        | Mestres de bateria    | Ref.         |
| ---------- | --------------------- | ------------ |
| 1990       | Emídio Vidal Duarte   | [ 5 ]        |
| 1991–2000  | Devair Barbosa "Nenê" | [ 5 ]        |
| 2015       | Eliezer               | [ 9 ]        |
| 2019-2020  | Mestre Brandon        | [ 13 ]       |
| 2022-Atual | Júnior Medina         | [ 4 ] [ 10 ] |

### Porta-estandarte
| Ano  | Nome         | Ref.   |
| ---- | ------------ | ------ |
| 2013 | Carol Dantas | [ 14 ] |

### Casal de mestre-sala e porta-bandeira
| Ano        | Nome                                       | Ref.         |
| ---------- | ------------------------------------------ | ------------ |
| 1990-1992  | Jorge Luís Pereira e Dalvenice Barbosa     | [ 5 ]        |
| 1993-1994  | José Virgínio e Elisângela Alves           | [ 5 ]        |
| 1995       | Mário Jeferson e Dalvenice Barbosa         | [ 5 ]        |
| 1996-1997  | Antônio Ricardo e Dalvenice Barbosa        | [ 5 ]        |
| 1998-1999  | Alexsandro “Pimpolho” e Magda Beatriz Reis | [ 5 ]        |
| 2000       | Alexsandro “Pimpolho” e Paula Verônica     | [ 3 ]        |
| 2004       | Cristiano e Isabel                         |              |
| 2012       | Adriano “Nego” e Nathyele                  | [ 11 ]       |
| 2013       | Adriano “Nego” e Kizzy Pereira             |              |
| 2015       | Aderson dos Anjos e Daiane                 | [ 9 ]        |
| 2022-Atual | Adriano Silveira e Nathally Lemos          | [ 4 ] [ 10 ] |

## Carnavais
| Ano                                               | Colocação       | Grupo           | Enredo                                                                                           | Carnavalesco                                               | Intérprete       | Ref.                       |
| ------------------------------------------------- | --------------- | --------------- | ------------------------------------------------------------------------------------------------ | ---------------------------------------------------------- | ---------------- | -------------------------- |
| 1964                                              |                 |                 | Coquetel de fantasias                                                                            |                                                            |                  | [ 15 ]                     |
| 1965                                              |                 |                 | Céu, mar e terra.                                                                                |                                                            |                  | [ 15 ]                     |
| 1966                                              |                 |                 | Coquetel de fantasias (Pif-Paf do Samba)                                                         |                                                            |                  | [ 15 ]                     |
| Não desfilou de 1967 até 1972.                    |                 |                 |                                                                                                  |                                                            |                  |                            |
| 1973                                              |                 |                 | Abolição da escravatura.                                                                         |                                                            |                  | [ 15 ]                     |
| 1974                                              |                 |                 | As sete maravilhas de Picasso!                                                                   |                                                            |                  | [ 15 ]                     |
| 1975                                              |                 |                 | O Reino das Amazonas                                                                             |                                                            |                  | [ 15 ]                     |
| 1976                                              |                 |                 | Os velhos carnavais                                                                              |                                                            |                  | [ 15 ]                     |
| 1977                                              | Campeã          | II              | Viagem ao fundo do Mar.                                                                          |                                                            |                  | [ 15 ]                     |
| 1978                                              |                 |                 | Vida e glória de Carmem Miranda                                                                  |                                                            |                  | [ 15 ]                     |
| 1979                                              |                 |                 | Bela Adormecida.                                                                                 |                                                            |                  | [ 15 ]                     |
| 1980                                              |                 |                 | Mundo submerso do samba.                                                                         |                                                            | Cláudio Barulho  | [ 15 ] [ 15 ] [ 16 ]       |
| Não desfilou entre 1981 e 1982.                   |                 |                 |                                                                                                  |                                                            |                  |                            |
| 1983                                              |                 |                 | O mundo maravilhoso do samba.                                                                    |                                                            | Mestre Chico     | [ 15 ] [ 15 ] [ 17 ]       |
| 1984                                              | 4.º lugar       | 1B              | Ilha do Sol, paraíso de Luz del Fuego!                                                           |                                                            | Zé Cabeça        | [ 15 ] [ 15 ] [ 18 ]       |
| 1985                                              | 8.º lugar       | 1B              | Brasil, carnaval maravilha.                                                                      |                                                            | Zé Cabeça        | [ 15 ] [ 15 ] [ 19 ]       |
| 1986                                              | 6.º lugar       | II              | Para que tristeza, se o sorriso não paga imposto.                                                |                                                            |                  | [ 15 ]                     |
| Não desfilou entre 1987 e 1988.                   |                 |                 |                                                                                                  |                                                            |                  |                            |
| 1989                                              | Vice-campeã     | II              | Carnavais do Mestre Chico do Pandeiro.                                                           | Evandro Barbosa                                            |                  | [ 15 ]                     |
| 1990                                              | Vice-campeã     | II              | Saudoso Roxo, que te quero Roxo.                                                                 | Evandro Barbosa                                            |                  | [ 5 ]                      |
| 1991                                              | 7.º lugar       | 1B              | E o Brasil dançou...                                                                             | Evandro Barbosa                                            |                  | [ 5 ]                      |
| 1992                                              | 9.º lugar       | 1B              | Samba, suor e lágrimas.                                                                          | Evandro Barbosa                                            |                  | [ 5 ]                      |
| 1993                                              | 3.º lugar       | II              | Noites de Lua do Piston da Copacabana.                                                           | Daniel Borges                                              |                  | [ 5 ]                      |
| 1994                                              | 3.º lugar       | II              | Carnavaleando com Pernambuco.                                                                    | Evandro Barbosa                                            |                  | [ 5 ]                      |
| 1995                                              | 5.º lugar       | II              | Uma linda Sereia em rosa, azul e branco.                                                         | Alvino Machado                                             |                  | [ 5 ]                      |
| 1996                                              | 6.º lugar       | Intermediário B | O canto e o encanto do Uirapuru.                                                                 | Evandro Barbosa                                            |                  | [ 5 ]                      |
| 1997                                              | 7.º lugar       | Intermediário B | A tradição da Cavalhada.                                                                         | Watusy Barbosa e Sérgio Peixoto                            |                  | [ 5 ]                      |
| 1998                                              | 7.º lugar       | Intermediário B | Sois rei, sois rei! (Claro que sou!)                                                             | Vera Santos e Sérgio Peixoto                               |                  | [ 5 ] [ 20 ]               |
| 1999                                              | Campeã          | Intermediário B | Viu no que deu, Noé!                                                                             | Sérgio Peixoto                                             | Xandi Correa     | [ 5 ] [ 21 ]               |
| 2000                                              | Vice-campeã     | Intermediário A | Sabe a última do papagaio? Claro! Virou enredo de escola de samba.                               | Sérgio Peixoto                                             | Márcio Medina    | [ 3 ] [ 22 ] [ 23 ]        |
| 2001                                              | Vice-campeã     | Intermediário A | Escrava Teodora, a que Sabia Mais do que os Sábios Sabiam                                        | Sérgio Peixoto e Guaracy Feijó                             | Márcio Medina    | [ 24 ] [ 25 ]              |
| 2002                                              | 6.º lugar       | Intermediário A | Nobres e plebeus, embarquem com a Sereia nessa história embriagante e nessas águas borbulhantes. |                                                            | Sandrinho Gessé  | [ 15 ] [ 26 ]              |
| 2003                                              | 5º lugar        | Intermediário A | Doutor, que saúde!                                                                               |                                                            | Paulão da tinga  | [ 27 ]                     |
| 2004                                              | Vice-campeã     | A               | Histórica, farrapa e turística. Laguna, um eterno paraíso.                                       | Sergio Peixoto                                             | Xandi Correa     | [ 28 ]                     |
| 2005                                              | 7.º lugar       | A               | O Guerreiro dos Deuses, o Dom da Força Negra.                                                    |                                                            | Leandro SB       | [ 15 ] [ 15 ] [ 29 ]       |
| 2006                                              | 6.º lugar       | B               | O maravilhoso Mundo do Mágico de Oz.                                                             | Kenny Bastos                                               |                  | [ 30 ] [ 31 ]              |
| 2007                                              | Desclassificada | Acesso          | Por um mundo melhor.                                                                             |                                                            | Flavio Junior    | [ 32 ] [ 33 ]              |
| Não desfilou de 2008 até 2010.                    |                 |                 |                                                                                                  |                                                            |                  |                            |
| 2011                                              | 4.º lugar       | Acesso          | Eu era feliz e não sabia.                                                                        | Sergio Peixoto                                             | Xandi Correa     | [ 35 ] [ 36 ]              |
| 2012                                              | 6.º lugar       | Acesso          | Domingo é tri legal!                                                                             |                                                            | Xandi Correa     | [ 11 ]                     |
| 2013                                              | Campeã          | Acesso          | Lendas e Mistérios da Amazônia Brasileira.                                                       | Reinaldo Oliver                                            | Xandi Correa     | [ 37 ] [ 38 ]              |
| 2014                                              | Campeã          | A               | Se eu for falar de Portela, não vou terminar.                                                    | Reinaldo Oliver                                            | Mauricio Azevedo | [ 39 ] [ 40 ]              |
| 2015                                              | 10.º lugar      | Especial        | No ritmo do Carimbó, Copacabana apresenta Santa Maria do Belém do Grão Pará                      | Bira Borba, Latinha, Márcio Vieira, Luciano e Hélio Garcia | Xandi Correa     | [ 9 ] [ 41 ] [ 42 ] [ 43 ] |
| 2016                                              | 6.º lugar       | Grupão          | Quem foi rei nunca perde a majestade: A sereia canta Fábio Verçoza                               |                                                            | Evandro Medina   | [ 44 ] [ 45 ] [ 46 ]       |
| As escolas da Série Prata não desfilaram em 2017. |                 |                 |                                                                                                  |                                                            |                  |                            |
| Desfile cancelado em 2018.                        |                 |                 |                                                                                                  |                                                            |                  |                            |
| 2019                                              | 7.º lugar       | Série Prata     | Sou Nagô... Na Bahia Cheguei... Da Culinária Brasileira Participei!                              | Sergio Peixoto                                             | Mauricio Azevedo | [ 50 ] [ 51 ]              |
| 2020                                              | 4.º lugar       | Série Prata     | A Criação do Mundo na Tradição Africana                                                          |                                                            | Lucas Donato     | [ 52 ] [ 53 ] [ 54 ]       |
| Desfile cancelado em 2021.                        |                 |                 |                                                                                                  |                                                            |                  |                            |
| 2022                                              | 5.º lugar       | Série Prata     | A Sereia Homenageia a Ancestralidade Negra de Porto Alegre - Mestre Borel                        | Comissão de Carnaval                                       | Lucas Donato     | [ 4 ] [ 56 ]               |
| 2023                                              | Campeã          | Série Prata     | Copacabana Canta "Os Agudás: africanos no Brasil e brasileiros na África                         | Alecsandro Silva (Kiko)                                    | Lucas Donato     | [ 10 ] [ 57 ]              |
| 2024                                              | 8.º lugar       | Série Ouro      | O Negro é da Ralé?! Será?                                                                        | Alecsandro Silva (Kiko) e Salles Marchi                    | Lucas Donato     | [ 12 ] [ 58 ]              |
| 2025                                              | 10.º lugar      | Série Ouro      | Escrava Teodora, a que Sabia Mais do que os Sábios Sabiam                                        | Alecsandro Silva (Kiko) e Salles Marchi                    | Viny Machado     | [ 59 ] [ 60 ]              |
| 2026                                              |                 | Série Prata     | No Sagrado Terreiro da Bahia a Sereia Canta, a Ancestralidade                                    |                                                            |                  | [ 61 ]                     |

## Títulos
| Títulos da Copacabana | Títulos da Copacabana                         | Títulos da Copacabana | Títulos da Copacabana |
| --------------------- | --------------------------------------------- | --------------------- | --------------------- |
| Grupo                 | Grupo                                         | Títulos               | Anos                  |
|                       | Grupo II / A (Atual Série Prata)              | 3                     | 1977, 2014, 2023      |
|                       | Intermediário B / Acesso (Atual Série Bronze) | 2                     | 1999, 2013            |

## Prêmios
Estandarte de Ouro
Grupo de Acesso
- 2012: Bateria e velha guarda.[62]
- 2013: Bateria, harmonia, samba-enredo, enredo, evolução, velha guarda, porta-estandarte, passista masculino, passista feminino, interprete, ala de passo marcado, ala, diretor de carnaval e presidente.[63]

Grupão
- 2016: Bateria.[64]

Grupo Especial
- 2015: Samba-enredo.[65]